# Király Miklós (operaénekes)
Király Miklós (Budapest, 1959. szeptember 4. –) a Magyar Állami Operaház nyugalmazott (basszus) magánénekese.

## Életútja
Pályája kezdetétől a Magyar Állami Operaház tagja; énekesi képzése során magyar és olasz mesterek iránymutatásával tanult; vendégszerepelt: Angliában, Németországban, Svájcban, Ausztriában, Japánban és Olaszországban is. A 2011-ben indult Luciano Pavarotti Emlék Mesterkurzus egyik oktatója.

## Fontosabb színpadi szerepei
- Rudolf (Ferenc József császár) – Pécsi Nemzeti Színház[6]
- Falstaff (Pistol) – Pécsi Nemzeti Színház[7]
- A windsori víg nők (Dr. Cajus)[8]
- Boleyn Anna (Lord Rochfort)[9]
- Gianni Schicchi – Mario és a varázsló (Jegyző) – Pécsi Nemzeti Színház[10]
- Az úrhatnám szolgáló[11]
- D.J. avagy az Istentagadó büntetése (Donn Ulloa városparancsnok)[12]
- Hunyadi László (Cillei Ulrik) – Magyar Állami Operaház[13]